# Mesomyia divergens
Mesomyia divergens är en tvåvingeart som beskrevs av H. Oldroyd 1957. Mesomyia divergens ingår i släktet Mesomyia och familjen bromsar. Inga underarter finns listade i Catalogue of Life.